# Église luthérienne de Bon-Secours
L'église luthérienne de Bon Secours est un lieu de culte protestant luthérien situé dans le 11e arrondissement de Paris, au 20 rue Titon. La paroisse est membre de l'Église protestante unie de France.

## Historique
En 1863, un premier lieu de culte pour les ouvriers allemands du faubourg Saint-Antoine est ouvert par le pasteur Hosemann à l'emplacement de l'ancien couvent des Bénédictines du Bon-Secours, rue de Charonne. Le culte se déroule alors alternativement en allemand et en français. Une école et un orphelinat sont créés. En 1893, l'ensemble est transféré au 4 rue Titon. La première pierre de l’église, au 20 rue Titon, est posée le 20 juin 1895. L’édifice est inauguré le 10 mai 1896. Son architecte est le protestant Adolphe Augustin Rey. Il est inscrit à l'inventaire supplémentaire des monuments historiques le 20 décembre 1995.
De 1898 à 2019, l’orgue est de Joseph Merklin, avec 8 jeux répartis sur 2 claviers. Il est ensuite remplacé par un instrument conçu en 1994 par le facteur allemand Wilbrand.